# 久世蘭
久世 蘭（くぜ らん）は、日本の漫画家。

## 経歴
2004年8月、『湖賊』が第17回ジャンプ十二傑新人漫画賞佳作を受賞。
2011年、『月刊少年ライバル』にて『天審 〜WORID WAR ANGEL〜』を連載開始。2013年、『月刊少年ライバル』にてあざの耕平原作の『東京レイヴンズ Sword of Song』を連載開始。2014年、『月刊少年ライバル』の休刊に伴い、『水曜日のシリウス』へ移籍。2016年、『マンガボックス』にて『とりぴき』を連載開始。2017年から2018年まで『少年マガジンエッジ』にて『解毒坊』を連載。2019年、『別冊少年マガジン』にてゲーム『二ノ国』のコミカライズ版『二ノ国 〜光の後継者と猫の王子〜』の作画を担当。2020年、『週刊少年マガジン』にて花林ソラ原作の『トーキョーバベル』を連載開始。2021年、『週刊少年マガジン』にて『黒岩メダカに私の可愛いが通じない』を連載開始。

## 作品リスト

### 連載
- 天審 〜WORID WAR ANGEL〜（原作：外薗昌也、『月刊少年ライバル』2011年6月号 - 2012年9月号）
- 東京レイヴンズ Sword of Song（原作：あざの耕平、『月刊少年シリウス』2014年7月30日 - 2015年8月26日）
- とりぴき（『マンガボックス』2016年第48号 - 2017年第23号）
- 解毒坊（『少年マガジンエッジ』2017年11月号 - 2018年8月号）
- 二ノ国 〜光の後継者と猫の王子〜（原作：レベルファイブ、『別冊少年マガジン』2019年5月号 - 2020年2月号）
- トーキョーバベル（原作：花林ソラ、『週刊少年マガジン』2020年22・23合併号 - 49号）
- 黒岩メダカに私の可愛いが通じない（『週刊少年マガジン』2021年26号[10] - 連載中）

### 読み切り
- 湖賊（『週刊少年ジャンプ』2004年47号）
- 黒岩メダカに私の可愛いが通じない（『週刊少年マガジン』2021年4・5合併号）

### 書籍
- 『天審 〜WORID WAR ANGEL〜』、原作：外薗昌也、講談社〈ライバルKC〉2011年 - 2012年、全3巻
  1. 2011年11月4日発売[11]、ISBN 978-4-06-380190-3
  2. 2012年5月2日発売[12]、ISBN 978-4-06-380216-0
  3. 2012年10月4日発売[13]、ISBN 978-4-06-380237-5
- 『東京レイヴンズ Sword of Song』、原作：あざの耕平、講談社〈ライバルKC〉2014年 - 2015年、全5巻
- 『とりぴき』、講談社〈講談社コミックス〉2017年、全2巻
  1. 2017年3月9日発売[14]、ISBN 978-4-06-395883-6
  2. 2017年8月9日発売[15]、ISBN 978-4-06-510103-2
- 『解毒坊』、講談社〈マガジンエッジKC〉2018年、全2巻
  1. 2018年3月16日発売[16][17]、ISBN 978-4-06-511238-0
  2. 2018年8月17日発売[18]、ISBN 978-4-06-512135-1
- 『二ノ国 〜光の後継者と猫の王子〜』、原作：レベルファイブ、講談社〈講談社コミックス〉2019年 - 2020年、全2巻
- 『トーキョーバベル』、原作：花林ソラ、講談社〈講談社コミックス〉2020年 - 2021年、全3巻
  1. 2020年7月17日発売[19][20]、ISBN 978-4-06-520185-5
  2. 2020年10月16日発売[21]、ISBN 978-4-06-521012-3
  3. 2021年1月15日発売[22]、ISBN 978-4-06-521640-8
- 『黒岩メダカに私の可愛いが通じない』、講談社〈講談社コミックス〉2021年 - 、既刊20巻（2025年8月12日現在）

## 関連人物

### 師匠
- さとうふみや
- 河下水希[23]